# Bainang
Bainang (chữ Tạng: པ་སྣམ་རྫོང་; Wylie: pa snam rdzong; ZWPY: Bainang Zong; tiếng Trung: 白朗县; bính âm: Báilǎng Xiàn, Hán Việt: Bạch Lãng huyện) là một huyện của địa khu Xigazê (Nhật Khách Tắc), khu tự trị Tây Tạng, Trung Quốc.

### Trấn
- Lạc Giang (洛江镇)
- Dát Đông (嘎东镇)

### Hương
| - Ba Trát (巴扎乡) - Mã (玛乡) - Vượng Đan (旺丹乡) - Khúc Nô (曲奴乡) - Đỗ Quỳnh (杜琼乡) | - Cường Đôi (强堆乡) - Dát Phổ (嘎普乡) - Giả Hạ (者下乡) - Đông Hỉ (东喜乡) |